# Lophoceps tetrazona
Lophoceps tetrazona is een vlinder uit de familie wespvlinders (Sesiidae), onderfamilie Sesiinae.
Lophoceps tetrazona is voor het eerst wetenschappelijk beschreven door Hampson in 1919. De soort komt voor in het Oriëntaals gebied.